# Coleocentrus borcei
Coleocentrus borcei är en stekelart som beskrevs av Constantineanu 1929. Coleocentrus borcei ingår i släktet Coleocentrus och familjen brokparasitsteklar. Inga underarter finns listade i Catalogue of Life.